# Kritsada Nontharat
Kritsada Nontharat (thailändisch กฤษฎา นนทรัตน์, * 16. Februar 2001) ist ein thailändischer Fußballspieler.

## Karriere

### Verein
Kritsada Nontharat erlernte das Fußballspielen in der Jugendmannschaft von Bangkok United. Hier unterschrieb er am 1. Dezember 2018 auch seinen ersten Profivertrag. Der Verein aus der thailändischen Hauptstadt Bangkok spielte in der ersten Liga, der Thai League. Die Rückrunde 2019 wurde er nach Trat an den Ligakonkurrenten Trat FC ausgeliehen. Hier kam er jedoch nicht zum Einsatz. Nach Saisonende kehrte er nach Bangkok zurück. Zu Beginn der Saison 2021/22 wechselte er auf Leihbasis zum ebenfalls in der ersten Liga spielenden Suphanburi FC. Sein Erstligadebüt für den Verein aus Suphanburi gab Kritsada Nontharat am 3. Oktober 2021 (5. Spieltag) im Auswärtsspiel gegen den Nakhon Ratchasima FC. Hier stand er in der Startelf und wurde in der 78. Minute gegen Chayapol Supma ausgewechselt. Nakhon Ratchasima gewann das Spiel mit 3:1 Am Ende der Saison 2021/22 belegte er mit dem Verein den 16. Tabellenplatz und musste somit in die zweite Liga absteigen. Nach dem Abstieg wechselte er zu Beginn der neuen Saison im Juli 2022 ein zweites Mal auf Leihbasis zum Zweitligisten Trat FC. Für Trat bestritt er zehn Ligaspiele. Nach der Ausleihe kehrte er im Januar 2023 zu Bangkok United zurück. Am Ende der Saison 2023/24 feierte er mit dem Verein die Vizemeisterschaft. Am 15. Juni 2024 gewann er mit Bangkok United den FA Cup. Das Endspiel gegen den Zweitligisten Dragon Pathumwan Kanchanaburi FC gewann man im Elfmeterschießen. Am Ende der Saison 2024/25 feierte er mit Bangkok seine dritte Vizemeisterschaft. Im Sommer 2025 wurde er an den ebenfalls in der ersten Liga spielenden Rayong FC ausgeliehen.

### Nationalmannschaft
Kritsada Nontharat spielte 2019 dreimal für die thailändische U18-Nationalmannschaft. Im gleichen Jahr lief er einmal für die U19 und einmal für die U23 auf.

## Erfolge
Bangkok United
- Thailändischer Vizemeister: 2022/23,  2023/24, 2024/25
- Thailändischer Pokalsieger: 2023/24